# 老壮会
老壮会/老荘会（ろうそうかい）は、左派思想家と右派思想家が一堂に会した大正日本の思想団体。

## 概要
1918年（大正7年）10月9日の創立。事務所は牛込区（現、新宿区）南町1番地に置かれた。世話人は満川亀太郎がつとめた。
明治31年（1898年）頃から麻布飯倉片町に集い始めた権藤成卿、飯塚納、小沢打魚、川崎紫山、内田良平（黒龍会主宰）、大江卓、樽井藤吉、山口弾正、大井憲太郎、小島文六、三浦伴八、兼松義整、綱島正興ら『南葵文庫の会』の会員と会を母体として、左翼思想家、国家主義者、社会主義者、国粋主義者など、その職業、思想を問わず、一定の目的も定めずに在京の思想家が一堂に会したような会合であった。月に一度の開催で時局を論じた。
1921年（大正10年）頃まで続いたが、主に左翼派の脱会者が数多くなるに従いのちに分裂。急進的な右翼的な思想を持つ満川亀太郎・大川周明・北一輝らは猶存社へ、高畠素之らは大衆社へとそれぞれの思想系統へと分岐した。ただし満川はソ連政府を承認すべきことを論じ（「何故に過激派を敵とする乎」）、大川はその見解に対し賛意を示すなど、右翼とはいうもののこの二人はいわゆる「反共」ではない。

## 参加者
- 左翼派（当時）
堺利彦、高畠素之、大杉栄[2]、島中雄三、下中弥三郎、大竹博吉、中村高一、北原龍雄、小栗慶太郎、高尾平兵衛、茂木久平、松延繁次、遠藤友四郎、等。
- 右翼派（当時）
北一輝、大川周明、権藤成卿、満川亀太郎、沼波瓊音、渥美勝、鹿子木員信、笠木良明、岩田富美夫、清水行之助、金内輔平、山元亀次郎、嶋野三郎、細井肇、等。
- その他
大井憲太郎、水野海暁、佐藤鋼次郎、小原達明、山口正憲、長瀬鳳輔、川島清治、草間八十八、田鍋安之助、中野正剛、亀井陸良、宮川貫一、工藤鉄三郎、石田友治、長谷川光太郎、伊達順之助、上泉徳弥、平貞蔵、佃信夫、長崎武、臼井清造、角田清彦、野中負、麓禎助、阿部真言、十菱愛彦、森伝、等。